# (9838) Falz-Fein
(9838) Falz-Fein (1987 RN6) – planetoida z pasa głównego asteroid okrążająca Słońce w ciągu 5,19 lat w średniej odległości 3 j.a. Odkryta 4 września 1987 roku.